# Ida Schylander
Ida Schylander född Dagmar Ida Schylander 23 april 1869 i Stockholm, död 3 maj 1938 i Stockholm, var en svensk skådespelare och dansös.

## Biografi
Ida Schylander började vid operabaletten vid sju års ålder. Hon stannade vid Operan i Stockholm till 40-årsåldern. Därefter reste hon som skådespelare med olika teatersällskap i landsorten. Hon uppträdde i radion och på Dramaten.

## Filmografi (urval)
- 1928 – Synd
- 1927 – En perfekt gentleman
- 1926 – Mordbrännerskan
- 1924 – Folket i Simlångsdalen

## Teater

### Roller (ej komplett)
| År   | Roll                  | Produktion                           | Regi          | Teater   |
| ---- | --------------------- | ------------------------------------ | ------------- | -------- |
| 1938 | Andra halvgamla damen | Spel på havet Sigfrid Siwertz        | Alf Sjöberg   | Dramaten |
| 1937 | Gumman                | Dödsdansen August Strindberg         | Olof Molander | Dramaten |
| 1936 | Aliona                | Brott och Straff Fjodor Dostojevskij | Alf Sjöberg   | Dramaten |
| 1936 | Prostinnan            | Gösta Berlings saga Selma Lagerlöf   | Rune Carlsten | Dramaten |